# Pegomya crassicauda
Pegomya crassicauda är en tvåvingeart som beskrevs av Stein 1900. Pegomya crassicauda ingår i släktet Pegomya och familjen blomsterflugor. Inga underarter finns listade i Catalogue of Life.